# Edmon Roch i Colom
Edmon Roch i Colom (Girona, 1970) és un productor de cinema català.

## Biografia
Va estudiar periodisme i història de l'art a la Universitat Autònoma de Barcelona i el 1995 va obtenir el diploma en producció cinematogràfica a l'Escola de Cinema de Londres. Alhora, de 1987 a 1992 fou cap de premsa del Festival Internacional de Cinema Fantàstic de Sitges, va organitzar les Setmanes de la Crítica de Girona i va exercit com a crític de cinema a les publicacions Guía del Ocio, Fantastic Magazine i Historia y Vida.
Es va iniciar en la producció el 1994 amb Barcelona i The Last Days of Disco (1998) de Whit Stillman i El efecto mariposa (1995) de Fernando Colomo. També va escriure el guió de Tic Tac de Rosa Vergés (1997) i Mia Sarah de Gustavo Ron (2006), i fou director de producció a Set anys al Tibet (1997).
El 2004 va fundar la productora Ikiru Films i es decantà finalment per la producció amb The Tulse Luper Suitcases i El perfum: història d'un assassí (2006). El reconeixement, però. li va arribar en el primer i únic llargmetratge que ha dirigit, el documental Garbo, l'espia (L'home que va salvar el món) (2009), amb el que va guanyar el Gaudí a la millor pel·lícula documental i el Gaudí al millor guió (compartit amb Isaki Lacuesta i Maria Hervera.
El 2012 va apostar pel cinema d'animació amb la producció de Les aventures de Tadeu Jones, amb la que va guanyar el Goya a la millor pel·lícula d'animació. El 2014 va produir El Niño, amb la que va guanyar el Goya a la millor direcció de producció i el Gaudí a la millor direcció de producció. El 2015 fou nomenat vicepresident segon de l'Acadèmia de les Arts i les Ciències Cinematogràfiques d'Espanya durant el mandat d'Antonio Resines El 2016 va rebre el Premi E-Tech de la patronal tecnològica gironina.

## Filmografia (parcial)
Com a director i guionista
- Garbo, l'espia (L'home que va salvar el món) (2009)

Com a guionista
- Tic Tac de Rosa Vergés (1997)
- Mia Sarah de Gustavo Ron (2006),

Com a director de producció
- Set anys al Tibet (1997)

Com a productor
- Barcelona (1994)de Whit Stillman
- El efecto mariposa (1995) de Fernando Colomo
- The Last Days of Disco (1998) de Whit Stillman
- The Tulse Luper Suitcases (2003-1005
- El perfum: història d'un assassí (2006)
- Biutiful (2010)
- Lope (2010)
- Les aventures de Tadeu Jones (2012)
- El Niño (2014)
- Atrapa la bandera (2015)
- Tadeu Jones 2: El secret del rei Mides (2017)
- El cuaderno de Sara (2018)
- Yucatán (2018)
- Taxi a Gibraltar (2019)
- Adú (2020)
- Saben aquell (2023)

## Premis i nominacions

### Premis Gaudí
| Any  | Categoria                                | Pel·lícula                                   | Resultat  |
| ---- | ---------------------------------------- | -------------------------------------------- | --------- |
| 2010 | Millor pel·lícula documental             | Garbo, l'espia (L'home que va salvar el món) | Guanyador |
| 2010 | Millor guió                              | Garbo, l'espia (L'home que va salvar el món) | Guanyador |
| 2015 | Millor direcció de producció             | El niño                                      | Guanyador |
| 2019 | Millor direcció de producció             | Yucatán                                      | Nominat   |
| 2022 | Millor pel·lícula en llengua no catalana | Les lleis de la frontera                     | Nominat   |
| 2023 | Millor pel·lícula d'animació             | Tadeu Jones 3: La taula maragda              | Guanyador |
| 2024 | Millor pel·lícula                        | Saben aquell                                 | Nominat   |
| 2025 | Millor pel·lícula d'animació             | Mariposas negras                             | Guanyador |
| 2025 | Millor pel·lícula en llengua no catalana | Segundo premio                               | Pendent   |

### Premis Goya
| Any  | Categoria                    | Pel·lícula                                   | Resultat  |
| ---- | ---------------------------- | -------------------------------------------- | --------- |
| 2010 | Millor pel·lícula documental | Garbo, l'espia (L'home que va salvar el món) | Guanyador |
| 2011 | Millor direcció de producció | Lope                                         | Nominat   |
| 2013 | Millor pel·lícula d'animació | Les aventures de Tadeu Jones                 | Guanyador |
| 2015 | Millor direcció de producció | El niño                                      | Guanyador |
| 2015 | Millor pel·lícula            | El niño                                      | Nominat   |
| 2016 | Millor pel·lícula d'animació | Tadeu Jones 2: El secret del rei Mides       | Guanyador |
| 2023 | Millor pel·lícula d'animació | Tadeu Jones 3: La taula maragda              | Nominat   |
| 2024 | Millor pel·lícula            | Saben aquell                                 | Nominat   |
| 2025 | Millor pel·lícula d'animació | Mariposas negras                             | Pendent   |